# 东史年表
東史年表（朝鮮文：동사연표）是魚允迪（朝鮮文：어윤적）於1915年發表的一部记载朝鲜上古历史的书籍。但由於成書於近代，歷史價值被認爲有限。 箕子朝鮮等时代的君王世系多来源于此书。

## 注解
1. ↑  .   [2010-03-15]. （原始内容存档于2016-03-04）.